# Pernille Rygg
Pernille Rygg, née le 10 juin 1963 à Oslo, en Norvège, est une femme de lettres norvégienne, auteure de roman policier.

## Biographie
Elle fait des études en histoire, puis en ethnologie avant de devenir décoratrice. 
Gagnante d'un concours organisé par les éditions Gyldendal, elle publie en 1995 son premier roman, L'Effet papillon (Sommerfugleffekten) qui « a pour cadre la ville d'Oslo [où le] jeune scientifique, Igi Heitmann, dont les travaux visent à établir un lien entre la psychologie et la physique du chos », est amené à prendre la suite de son père, un ancien policier devenu détective privé, décédé accidentellement. Le personnage d'Igi Heitmann revient dans La Section dorée (Det gyldne snitt), paru en 2000.

## Œuvre

### Romans

#### SérieIgi Heitmann
- Sommerfugleffekten (1995) Publié en français sous le titre L'Effet papillon, Paris, Éditions de l'Aube, coll. « L'Aube noire » (1997)  (ISBN 2-87678-379-7) ; réédition, Paris, Éditions de l'Aube, coll. « L'Aube poche »  no 69 (2003)  (ISBN 2-87678-696-6)
- Det gyldne snitt (2000) Publié en français sous le titre La Section dorée, Paris, Éditions de l'Aube, coll. « L'Aube noire » (2002)  (ISBN 2-87678-695-8)

#### Autre roman
- Hundehjerte (1998) Publié en français sous le titre Cœur de chien, Paris, Éditions de l'Aube, coll. « Regards croisés » (2005)  (ISBN 2-87678-971-X)

## Sources
: document utilisé comme source pour la rédaction de cet article.
- Claude Mesplède (dir.), Dictionnaire des littératures policières, vol. 2 : J - Z, Nantes, Joseph K, coll. « Temps noir », 2007, 1086 p. (ISBN 978-2-910-68645-1, OCLC 315873361), p. 695.